# سمی بودن (ترانه)
«سمی بودن» (به انگلیسی: Toxicity) تک‌آهنگی از گروه موسیقی پراگرسیو متال سیستم آو ا داون است که در سال ۲۰۰۲ میلادی منتشر شد.